# Chordodes hawkeri
Chordodes hawkeri är en tagelmaskart som beskrevs av Lorenzo Camerano 1902. Chordodes hawkeri ingår i släktet Chordodes och familjen Chordodidae. Inga underarter finns listade i Catalogue of Life.